# Békéssy Leó
Békéssy Leó (Nagyvárad, 1890. február 17. – Győr, 1966. december 25.) magyar festőművész, rajztanár.

## Életpályája
Szülővárosában, Nagyváradon tanult a gimnázium végéig. 1908-tól az Országos Magyar Királyi Képzőművészeti Főiskolán Ferenczy Károly tanítványa volt. 1911-ben kapta meg rajztanári diplomáját. Még ebben az évben együtt dolgozott Szabó Lajossal és Velten Armanddal Szolnokon. 1913-ban Ferenczy Károly hívására Nagybányára utazott. Az itt töltött idő meghatározta későbbi munkásságát. 1922-ben lett először rendes tanár. Korábban tanársegédként dolgozott itt a Győri Királyi Katolikus Tanítóképzőben. 1942-ben kinevezték a székesfehérvári és a szombathelyi tankerület felügyelőjének. Nyaranta Alsókubinban festett Szabó Lajos vendégeként. 1914-től volt kiállító művész. 1957-ben volt az utolsó kiállítása a budapesti Ernst Múzeumban és a győri Kioszk épületében.

## Festészete
Kompozícióinak  témáit a természetben, a hétköznapi eseményekben kereste. Zsánerképein előszeretettel ábrázolta piaci árusok, falusi emberek mindennapi munkáját. A legjobb arckép festők közé tartozott. Műveit leginkább gazdag színhasználat jellemezte. Rézkarcait, vízfestményeit is elismerte a kritika.

## Híres tanítványai
- Hargitai Gusztáv
- Borsos Miklós
- Endrédy György
- Illés Árpád

## Kiállításai
- Első kiállítása 1914-ben volt.
- 1919-től A Győri Képző- és Iparművészeti Társulat kiállításain kezdetben egy, később 1937-től évi két kiállításon szerepelt.
- 1928-ban a Nemzeti Szalonban állított ki.
- 1929-ben a Győri Képző- és Iparművészeti Társulat 10 éves fennállásának évfordulójára rendezett kiállításon szerepelt 16 olajfestménnyel és egy rézkarccal.
- 1957-ben volt az utolsó kiállítása a budapesti Ernst Múzeumban és a győri Kioszk épületében.